# نيشتيتال
نيشتيتال (بالألمانية: Niestetal) هي ضاحية من ضواحي مدينة كاسل الألمانية، تقع شمال شرق مدينة كاسل على بعد 6 كم من مركز المدينة، ويمر بمحاذاتها نهر فولدا.